# Mumadona Dias

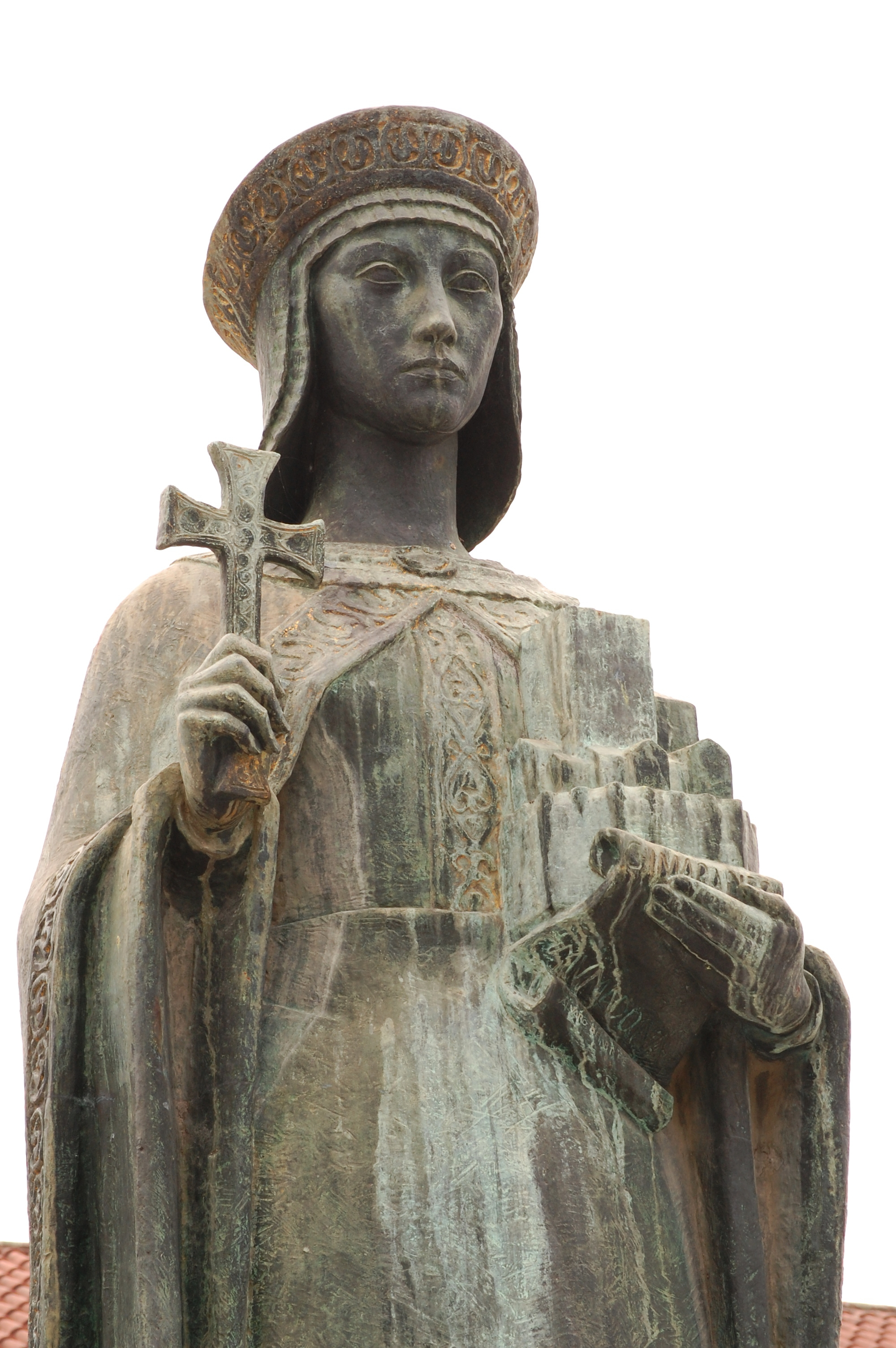
Mumadona Dias

Mumadona Dias, död 968, var regerande grevinna av Portugal mellan 920/50 och 968.

## Biografi
Mumadona Dias var dotter till greve Diogo Fernandes och Onecca Lucides. Hennes far hade nära band med kung Ramiro II av León. Hon gifte sig mellan 916 och 920 med Hermenegildo González. Hon har ofta kallats för hans medregent, med tanke på att de uppträder tillsammans på officiella dokument.
Mumadona Dias make tycks ha dött någon gång mellan 943 och 950. År 950 delade hon upp landets provinser mellan sina barn, och gav Portugal som helhet till sin son Gonzalo Menéndez. Hon förekommer därefter på politiska statsdokument fram till sin död 968, och betecknas som regerande grevinna.